# Kemptville Creek
Kemptville Creek är ett vattendrag i Kanada.   Det ligger i provinsen Ontario, i den sydöstra delen av landet, 40 km söder om huvudstaden Ottawa.
Omgivningarna runt Kemptville Creek är en mosaik av jordbruksmark och naturlig växtlighet. Runt Kemptville Creek är det ganska glesbefolkat, med 30 invånare per kvadratkilometer.